# Alberto Hurtado Cruchaga
Alberto Hurtado, SJ, rodným jménem Luis Alberto Hurtado Cruchaga (22. ledna 1901, Viña del Mar – 18. srpna 1952, Santiago de Chile) byl chilský římskokatolický kněz, řeholník Tovaryšstva Ježíšova, sociální pracovník a spisovatel, zakladatel charitativní nadace Hogar de Cristo. Katolická církev jej uctívá jako světce.

## Život

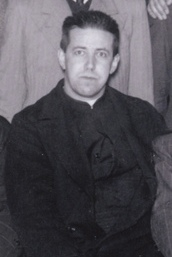
Fotografie

Narodil se dne 22. ledna 1901 ve Viña del Mar v Chile do aristokratické rodiny baskického původu rodičům Albertu Hurtadu Larraínovi a Aně Cruchage Tocornal. Měl bratra Miguela. Po smrti svého otce se z ekonomických důvodů se svou rodinou přestěhoval do Santiaga se Chile.
Díky stipendiu studoval v letech 1909–1917 na jezuitské škole San Ignacio v Santiagu de Chile. V té době působil jako dobrovolník ve farnosti Nuestra Señora de Andacollo Parish v chudinské čtvrti Santiaga de Chile.
Roku 1918 začal studovat práva na Papežské katolické univerzitě v Chile. Již během studia se zajímal o problematice chudoby a špatných pracovních podmínek v zemi. V roce 1919 vstoupil do Konzervativní strany a aktivně se věnoval politice. Roku 1920 nastoupil na povinnou vojenskou službu. V roce 1923 promoval jako právník. Dne 14. srpna 1923 vstoupil do noviciátu Tovaryšstva Ježíšova, který nejprve trávil v Chillánu, a poté v Córdobě v Argentině, kde studoval humanitní vědy. Roku 1927 byl poslán do Barcelony ve Španělsku, aby zde studoval filozofii a teologii. Poté, co byli roku 1931 ve Španělsku jezuité potlačeni, pokračoval ve studiu teologie v belgické Lovani. Zde byl dne 24. srpna 1933 kardinálem Jozefem Ernestem van Roeyem vysvěcen na kněze. Pokračoval poté studiem v Belgii a v Německu, kde získal dne 10. října 1935 doktorát z pedagogiky. Studoval také ve Francii nebo v Nizozemsku. V únoru roku 1936 se vrátil do Chile, kde se stal profesorem na škole San Ignacio v Santiagu de Chile a na Papežské katolické univerzitě v Chile. Vyučoval náboženství a pedagogiku.

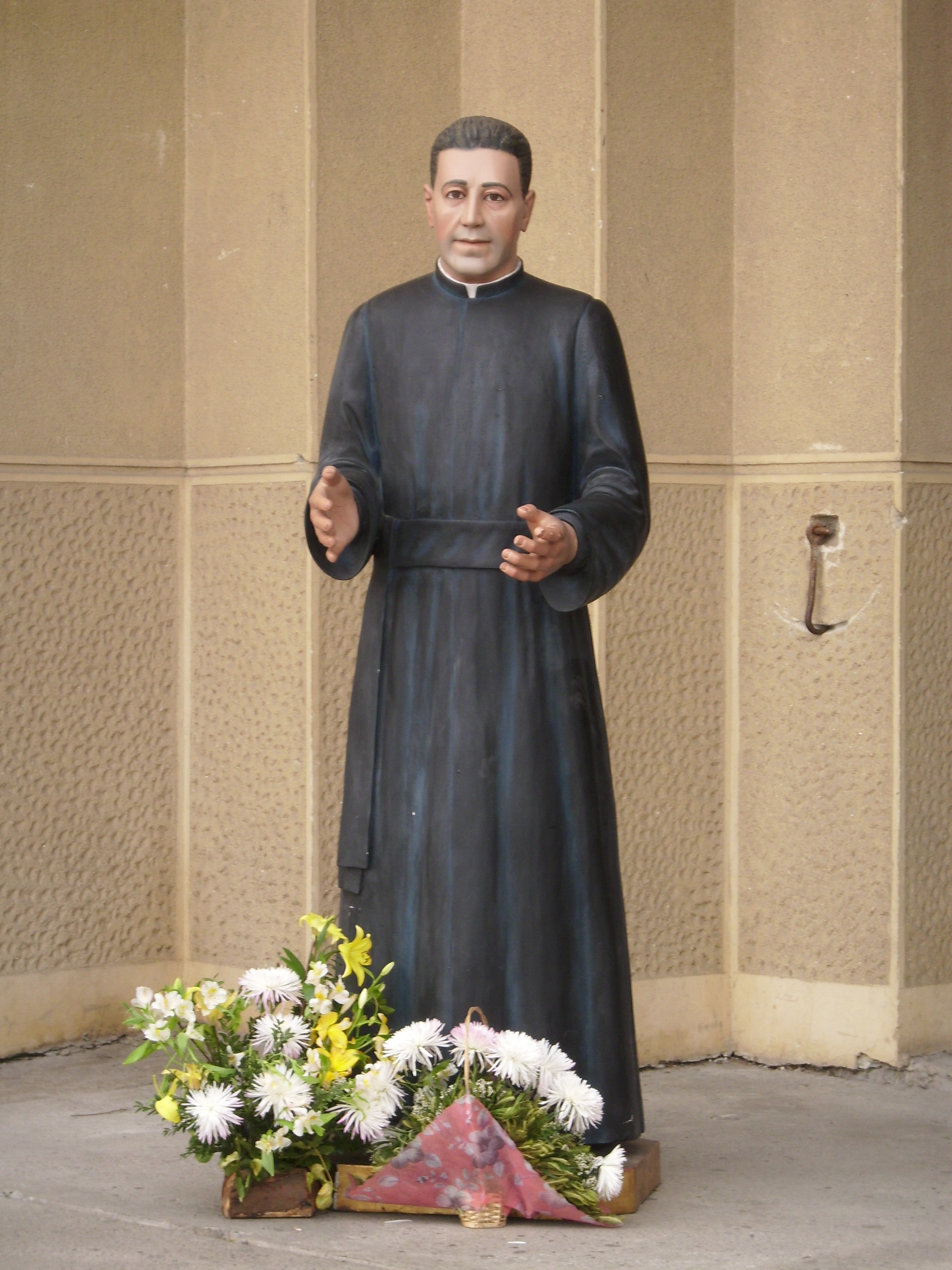
Jeho socha v Santiagu de Chile

Snažil se o přiblížení církve mládeži a zvláště nejchudším. Je po něm pojmenovaná obec Padre Hurtado, ve které zřídil komunitní centrum.
Roku 1941 působil ve vedení Katolické akce . Během jeho vedení Katolické akce se počet členů výrazně zvýšil. Zastával se práv chudých dělníků, kdy argumentoval zejména papežskou encyklikou Quadragesimo anno. Díky jeho hájení dělnických vrstev byl některými neprávem označován za komunismu. Kvůli sociálnímu učení se však dostal do sporu s místním biskupem Augustem Salinasem Fuenzalidem, na jehož žádost rezignoval z vedení Katolické akce.
Napsal také několik publikací, ve kterých se věnoval především sociální situaci v zemi a špatným pracovním podmínkám chudých. Dne 19. října 1944 založil charitativní nadaci Hogar de Cristo a 21. prosince téhož roku položil základní kámen hlavního sídla nadace, které se nachází v obci Estación Central. Problematice chudoby se poté věnoval po zbytek svého života.
Začal pociťovat bolesti v pase a byla mu diagnostikována rakovina slinivky. Byl hospitalizován v nemocnici při Papežské katolické univerzitě v Santiagu de Chile, kde zemřel na rakovinu slinivky dne 18. srpna 1952 ve věku 51 let. Pohřben je v jemu zasvěcené svatyni v Santiagu de Chile. Jím založená nadace se stala největší podobnou organizací v Chile.

## Úcta

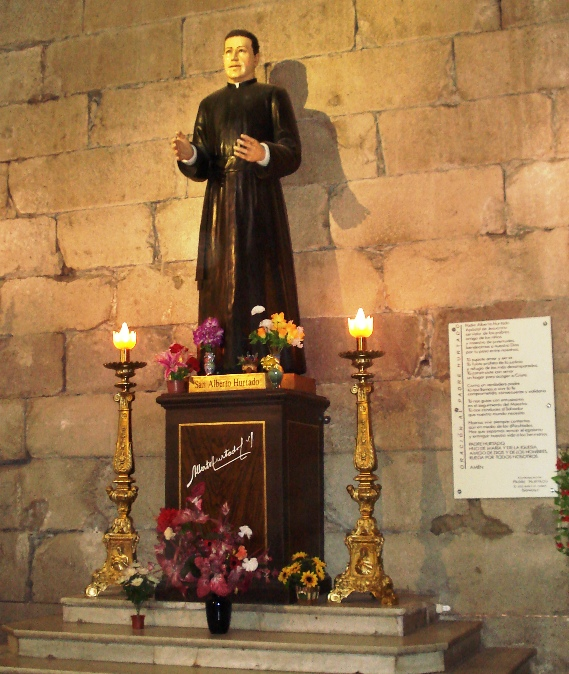
Jeho socha v katedrále sv. Jakuba v Santiagu de Chile

Jeho beatifikační proces započal dne 5. srpna 1976, čímž obdržel titul služebník Boží. Dne 21. prosince 1991 jej papež sv. Jan Pavel II. podepsáním dekretu o jeho hrdinských ctnostech prohlásil za ctihodného. Dne 23. prosince 1993 byl uznán první zázrak na jeho přímluvu, potřebný pro jeho blahořečení.
Blahořečen pak byl dne 16. října 1994 na Svatopetrském náměstí papežem sv. Janem Pavlem II. Svatořečen byl dne 23. října 2005 na Svatopetrském náměstí papežem Benediktem XVI.
Jeho památka je připomínána 18. srpna. Bývá zobrazován v kněžském oděvu, popřípadě se svým zeleným dodávkovým automobilem. Je patronem chudých lidí, chudých dětí nebo sociálních pracovníků.

## Odkazy

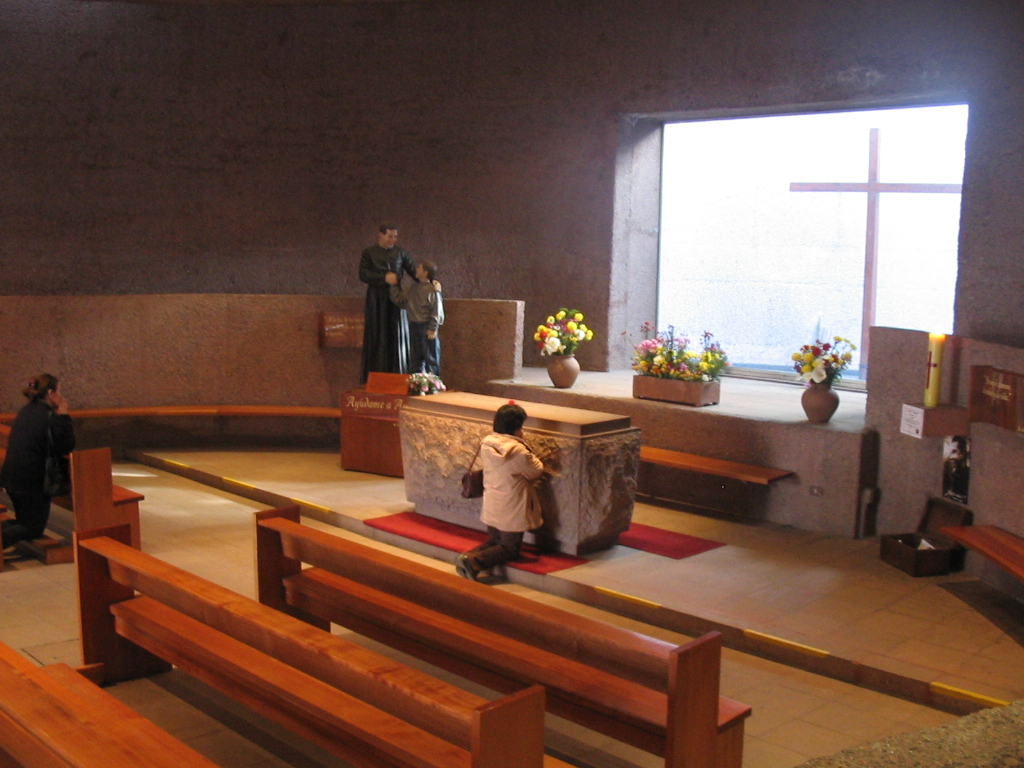
Jeho hrobka v jemu zasvěcené svatyni v Santiagu de Chile